# Mangora mamiraua
Mangora mamiraua là một loài nhện trong họ Araneidae.
Loài này thuộc chi Mangora. Mangora mamiraua được Herbert Walter Levi miêu tả năm 2007.